# George Hoyningen-Huene
George Hoyningen-Huene, né Georg von Hoyningen-Huene le 4 septembre 1900 à Saint-Pétersbourg et mort le 12 septembre 1968 à Los Angeles, est un photographe de mode américain.
Artiste fécond des années 1920 et 1930, il passa sa vie en France, en Grande-Bretagne et aux États-Unis, dont il prit la nationalité.

## Biographie

### Famille
Georg von Hoyningen-Huene naît en Russie dans une famille allemande de la Baltique. Son père est le baron Barthold von Hoyningen-Huene, sujet de l'Empire russe, et sa mère la fille de l'ambassadeur américain en Russie.

### Exil en Europe
Lors de la révolution russe de 1917, les Hoyningen-Huene s'enfuient d'abord à Londres, puis Paris.
Après avoir débuté l'année précédente comme illustrateur pour Condé Nast, vers 1926, Georg parvient au poste de chef de la photographie pour Vogue Paris ; il y restera une dizaine d'années. Les images issues du studio sont destinées à l'édition française mais également américaine de Vogue, et il devient connu également de l'autre côté de l'Atlantique.
En 1931, il rencontre Horst P. Horst, le futur photographe, qui devient son amant et son modèle attitré, et voyage avec lui en Angleterre cet hiver-là. Sur place, ils rendent visite au photographe Cecil Beaton, qui travaillait alors pour British Vogue. Horst entame alors sa courte collaboration avec Vogue, publiant ses premières photographies en novembre, avant de partir à la concurrence. C'est à cette époque qu'il commence à s'intéresser au nu masculin.
Il fait alors la connaissance du photographe Herbert List, avec lequel il entreprend un voyage en Italie puis en Grèce.

### Aux États-Unis
En 1935, Hoyningen-Huene, qui anglicise son prénom en George, déménage à New York où il travaille principalement pour Harper's Bazaar. Il publie deux livres d'art sur la Grèce et l'Égypte avant de s'installer à Hollywood, où il fait des portraits de stars de cinéma.
Il travaille étroitement avec George Cukor, en particulier comme consultant spécial sur les couleurs et les prises de vue du film Une étoile est née avec Judy Garland (1954). Il accomplit le même travail pour le film Les Girls, avec Kay Kendall et Mitzi Gaynor (1957), et le film avec Sophia Loren Heller in Pink Tights.
Il meurt le 12 septembre 1968 à Los Angeles.

## Filmographie: consultant
- The Adventures of Hajji Baba (1954), color consultant.
- Une étoile est née (1954), special color design advisor.
- La Croisée des destins (1956), color consultant.
- Les Girls (1957), color coordinator.
- C'est arrivé à Naples (1960), title designer.
- La Diablesse en collant rose (1960), color coordinator et technical advisor.
- Le Milliardaire (1960), color coordinator.
- Un scandale à la cour (1960), Italie, créateur de costumes, color advisor.
- Les Liaisons coupables (1962), color consultant, designer.
- A New Kind of Love (1963), color coordinator, designer.

## Expositions
- 25 septembre - 9 novembre 1980 : Eye for elegance, George Hoyningen-Huene, International Center of Photography (ICP), New York[6].

### Vidéo
- Photographie : le cliché iconique de George Hoyningen-Huene livre ses secrets, par M.Buisson, F.Blévis, J.Serfati, J.Montupet pour France 2, 1er août 2022, 2 min ([vidéo] en ligne sur franceinfo:culture).